# Charlotte Gray
Charlotte Gray is een Brits-Australisch-Duitse historische dramafilm uit 2001 onder regie van Gillian Armstrong. Het verhaal hiervan is gebaseerd op dat uit de gelijknamige roman van Sebastian Faulks. De film werd genomineerd voor onder meer de Golden Satellite Award voor beste hoofdrolspeelster (Cate Blanchett) en die voor beste bijrolspeler (Billy Crudup).

## Verhaal
Het is 1942, de Tweede Wereldoorlog is gaande. Frankrijk wordt bezet door de nazi's. 
Charlotte Gray is een jonge Schotse vrouw die verliefd wordt op een piloot, Peter Gregory, die al snel daarna wordt neergeschoten boven Frankrijk. Charlotte spreekt vloeiend Frans en wordt gerekruteerd om gedropt te worden in Frankrijk om verzetswerk te doen. Haar eigen tweede agenda, het opsporen van haar vriend, houdt ze verborgen; door een toeval is ze achter de naam van de plaats gekomen waar Peter ondergedoken zit en ze wil hem daar zoeken.
Na haar aankomst in Zuid-Frankrijk komt Charlotte in contact met Lucien, de leider van de lokale communistische verzetsgroep. Als haar contactpersoon bij de eerste ontmoeting wordt opgepakt moeten alle plannen worden gewijzigd. Charlotte wordt ondergebracht bij Lucien's vader, Levade, die een kasteeltje bewoont buiten het stadje. Samen met twee Joodse jongetjes die daar ondergedoken zitten vormen ze een vreemd soort gezin. Langzaam leert Charlotte de plaatselijke bevolking kennen met alle lokale verwikkelingen. Met Lucien pleegt ze de nodige verzetsdaden.
Alles lijkt op rolletjes te lopen, totdat de plaatselijke schoolmeester Charlotte chanteert. Hij weet van de Joodse jongetjes en wil dat Charlotte met hem naar bed gaat, in ruil voor het niet verraden van het kasteeltje. De wereld van Charlotte stort in als ze te horen krijgt dat Peter is omgekomen, het kasteel verraden wordt en de plaatselijke verzetsgroep wordt doodgeschoten door de Duitsers. De Joodse jongetjes worden opgepakt samen met Levade. Voor de Duitse wetten is hij Joods, terwijl zijn zoon Julien, dat niet is.

## Achtergronden
Charlotte Gray toont de oorlog op het menselijk vlak. Mensen blijven kleinburgerlijk, het leven gaat voor de meeste mensen gewoon door, terwijl zich op de achtergrond de grootste rampen voltrekken. De film toont dat hoe veel je ook zou willen doen, het vaak onmogelijk is mensen te helpen. Charlotte is niet in staat de mensen om zich heen te redden. Uiteindelijk waagt zij haar leven om de Joodse jongetjes alleen maar een moment van hoop te geven. Achterna gezeten door Duitse soldaten heeft ze nog net tijd om een brief, zogenaamd van hun moeder, te typen. Levade leest deze voor in de trein op weg naar het concentratiekamp. Voor een moment geloven de jongens dat hun moeder nog leeft en dat alles goed is, terwijl je als kijker weet welk noodlot hun staat te wachten.
De wereld is in de film niet in te delen in goed en kwaad. Alles is één groot politiek spel. De communistische groep wordt tegen het einde van de oorlog verraden door de Engelsen, omdat ze in een vrij Frankrijk geen communisten kunnen gebruiken. De schoolmeester heeft er geen moeite mee om mensen te verraden, alleen om voor een kort moment een betere positie in het stadje te hebben.

## Rolverdeling
| Acteur               | Personage        |
| -------------------- | ---------------- |
| Cate Blanchett       | Charlotte Gray   |
| James Fleet          | Richard Cannerly |
| Abigail Cruttenden   | Daisy            |
| Charlotte McDougall  | Sally            |
| Rupert Penry-Jones   | Peter Gregory    |
| Robert Hands         | Borowski         |
| Nicholas Farrell     | Mr. Jackson      |
| Lewis Crutch         | Andre            |
| Mathew Plato         | Jacob            |
| Billy Crudup         | Julien Levade    |
| Charlie Condou       | Auguste          |
| Victoria Scarborough | Claire Monceau   |
| David Birkin         | Jean-Paul        |
| John Pierce Jones    | Monsieur Monceau |
| Louise Vincent       | Madame Cariteau  |
| Gillian Barge        | Madame Galliot   |
| Michael Mellinger    | Roudil           |
| Anton Lesser         | Renech           |
| Helen McCrory        | Francoise        |
| John Benfield        | Loque            |
| Michael Gambon       | Levade           |
| Ron Cook             | Mirabel          |
| John Bennett         | Gerard           |